# Grb Burundija
Grb Burundija je službeno usvojen 1966. godine.
Sastoji se od štita, na kojem se nalazi glava lava, te tri tradicionalna afrička koplja prekriženih iza njega. Ispod štita je traka na kojoj je geslo Burundija (na francuskom) Unité, Travail, Progrès (Jedinstvo, rad, napredak). 